# The Lord of the Rings: The Two Towers (jogo eletrônico)
The Lord of the Rings: The Two Towers é um jogo eletrônico baseado nos filmes O Senhor dos Anéis: A Sociedade do Anel e O Senhor dos Anéis: As Duas Torres criados por Peter Jackson e desenvolvido pela Stormfront Studios e Hypnos Entertainment (GameCube) e publicado pela EA Games para PlayStation 2, Xbox, GameCube e Game Boy Advance.

## Gameplay
The Two Towers permite ao jogador controlar Aragorn, Gimli e Legolas (embora Isildur é jogável no primeiro nível e uma vez desbloqueado ao completar o nível Tower of Orthanc.) na versão do Game Boy Advance o jogador pode controlar Aragorn, Legolas, Frodo, Gandalf e Éowyn.